# ساراژفسکا
ساراژفسکا (انگلیسی: Sarajevska) شرکت صنایع غذایی بوسنیایی است، که در سال ۱۸۶۴ تأسیس شد.